# 兵站病院
兵站病院（へいたんびょういん）は、兵站地に開設される病院である。

## 大日本帝国軍における兵站病院
以下、大日本帝国軍の兵站病院について述べる。
兵站地に駐在し、またはこれを通行し、もしくはこれに輸送されてくる、軍人、軍属の傷病者を収容、救療し、できるかぎり原隊に復帰させる。
兵站衛生機関には、兵站病院のほかに兵站軍医部、野戦予備病院、患者輸送部、野戦衛生材料廠などがあるが、兵站病院は約1000名の患者を収容、救療し得る人員（すなわち軍医、看護長、看護兵、主計、計長その他雇傭人）および材料を有し、必要に応じてこれを分割しても勤務できるようになっている。
その任務は、前方の師団衛生機関（隊繃帯所、衛生隊、野戦病院その他）からの後送患者、兵站管区内部隊（兵站司令部、兵站守備隊、輸卒隊その他）、兵站地通過部隊その他の患者を収療し、前方衛生機関の治療を完成させ、できるかぎり患者を回復させて原部隊にふたたび復帰させることである。
兵站線および患者輸送の状況によって兵站主地、兵站主地付近および必要な中間の兵站地に開設され、状況によっては2個以上の兵站病院が1地に開設されることがある。
その呼称は「○地○軍○第○兵站病院」という。
開設位置は兵站地の一隅の静粛なところで、収容力の大きい建造物の有るところが選ばれ（伝染病その他に備えるために非常収容力を設備する必要がある）、できれば市町の大病院のような地方衛生機関を利用する。
やむを得なければすべて天幕のみで開設される。日露戦争時、99個の天幕を張設して設備した例がある。
その衛生材料のおもなものは、病院医极、野戦滅菌器、手術灯、手術台、顕微鏡、手術用天幕、隊医极、担架、天幕、炊具が一定の組数あり、このほかに重患者食、患者被服（病衣、毛布、枕、蚊帳その他）を有する。
兵站病院には日本赤十字の救護班が配属されることがある。

## 国際法上の取扱い
兵站病院は赤十字条約によって交戦国間で尊重、保護を受ける。